# Медведев, Никифор Васильевич
Ники́фор Васи́льевич Медве́дев (7 [19] февраля 1888, село Высокое, Курская губерния — 18 апреля 1973, Москва) — советский военачальник, генерал-лейтенант (1940).

## Биография
Родился 7 (19) февраля 1888 в крестьянской семье. Работал саночником на шахте (с 1904 по 1906 г.), таскал санки с углём в низком штреке. Посещал церковно-приходскую школу. С 1906 по 1911 годы работал паркетчиком.
В октябре 1911 года призван на службу в Русскую императорскую армию и направлен в 5-й Заамурский кавалерийский полк. Участвовал в 1-й мировой войне на Западном и Румынском фронтах сначала рядовым, а затем унтер-офицером — командиром пулемётного взвода. Член РКП(б) с 1917.
В феврале 1918 года 5-й Заамурский кавалерийский полк, в котором служил Медведев, вошёл в состав регулярных частей Красной Армии.
В Гражданскую войну Медведев был командиром пулемётного взвода, с июня 1918 — начальником пулемётной команды, с сентября 1918 — помощником командира и с ноября 1919 — командиром 5-го Заамурского кавалерийского полка. С декабря 1920 года — командир 1-й кавалерийской бригады 2-й кавалерийской дивизии им. Блинова. Участвовал в боях против добровольческих и белоказачьих войск на Дону, в Тамбовской и Саратовской губернии, под Царицыном, на Кубани, Северном Кавказе и в Крыму. В боях был 7 раз ранен. За отличия в боях в годы Гражданской войны награждён двумя орденами Красного Знамени, а также дважды наградным оружием — шашкой в серебряной оправе и маузером.
В ноябре 1921 года направлен учиться в Военную академию РККА, которую окончил в 1924 году. С августа этого года — начальник и комиссар Крымской кавалерийской школы. С августа 1926 — командир и комиссар 8-й отдельной кавалерийской Туркестанской бригады в Среднеазиатском военном округе. С января 1928 — начальник и комиссар Тверской кавалерийской школы. В 1931 году окончил Курсы при Военно-политической академии.
С декабря 1931 — преподаватель Военно-воздушной академии им. Н. Е. Жуковского, а с января 1935 — старший преподаватель Военной академии моторизации и механизации РККА. Преподавал также военные дисциплины в Московском институте новых языков (ныне МГЛУ) с 1932 по 1934 год (старший преподаватель на ставке доцента).
С июня 1937 года — начальник автобронетанковых частей Ленинградского военного округа, а с апреля 1938 года — заместитель командующего войсками Северо-Кавказского военного округа. С мая 1939 года — командующий войсками 11-й армии Белорусского Особого военного округа, принявшей участие в освободительном походе РККА в Западную Белоруссию.
С апреля 1941 года — заместитель командующего войсками, с июля 1941 — исполняющий должность командующего, с января 1942 года по 3 мая 1944 года — командующий войсками Сибирского военного округа. За отличную подготовку резервов для действующей армии был награждён двумя орденами.
С июля по ноябрь 1944 года состоял в распоряжении Военного совета 1-го Белорусского фронта, выполнял поручения, связанные с боевыми действиями войск в Белорусской операции. С ноября 1944 года и до конца войны командовал 17-м гвардейским стрелковым корпусом 18-й армии на 4-м Украинском фронте. Принимал участие в Западно-Карпатской, Моравско-Остравской и Пражской операциях.
С декабря 1945 года в отставке.
Умер в 1973 году. Похоронен на Введенском кладбище (29 уч.).

## Награды
- 2 ордена Ленина (22.01.1942, 21.02.1945)
- 3 ордена Красного Знамени (12.06.1921, 30.07.1923[6], 3.11.1944)
- Орден Кутузова 1-й степени (23.05.1945)
- Орден Отечественной войны 1-й степени (12.11.1943)
- Ряд медалей СССР
- Наградное оружие (дважды — шашка и маузер)
- именные золотые часы и серебряные часы от ЦИК РСФСР

## Воинские звания
- Комбриг (14.03.1936)
- Комдив (17.02.1938)
- Комкор (4.11.1939)
- Генерал-лейтенант (4.06.1940)[7]